# 風の又三郎
『風の又三郎』（かぜのまたさぶろう）は、宮沢賢治の短編小説。 賢治の死の翌年（1934年）に発表された作品である。谷川の岸の小さな小学校に、ある風の強い日、不思議な少年が転校してくる。少年は地元の子供たちに風の神の子ではないかという疑念とともに受け入れられ、さまざまな刺激的行動の末に去っていく。その間の村の子供たちの心象風景を現実と幻想の交錯として描いた物語。

## 成立
1931年（昭和6年）ごろから1933年（昭和8年）に、自身によりすでに大正年間に書かれていたいくつかの先駆作品をコラージュしながら書き上げられたもの。まず風の精のSF的冒険談である「風野又三郎」をもとに、主人公が現実の人間に変更された上で、村の子供たちを描いた「種山ヶ原」、「さいかち淵」などが挿話として取り入れられ、より現実的な物語に変貌している。
1931年8月に書かれた本人の書簡から、賢治が北守将軍と三人兄弟の医者、グスコーブドリの伝記に続いて本作を雑誌『児童文学』（佐藤一英編集）に発表する構想を抱いていたことがわかっている。しかしこれは雑誌の廃刊により実現しなかった。
なお、「九月二日」の章だけは、『校本宮澤賢治全集』（筑摩書房、本作の収録された第10巻の刊行は1974年）の編集に伴う草稿調査で、前記の書簡が書かれたタイミングよりも遅い1933年2月以降に執筆されたことが判明しており、この章のみは「一郎」が「孝一」となっている（後述の『新修宮沢賢治全集』の本文では「一郎」に統一）。また、「九月一日」の章で草稿には「三年生がないだけで」との記述があり、校本全集以前の全集ではそのままこれを生かしていた。しかし、校本全集の流布本として刊行された『新修宮沢賢治全集』においては、この記述は古い段階で書き加えられながら、「九月四日」から「九月十二日」までの章を追加した（三年生の生徒がいる）その次の推敲の際の消し忘れと判断されて、本文からは除去されている。これ以外にも嘉助の学年が場面によって違ったり（「四年生」の列にいる場面がある）、「九月四日」の章で「上の野原」に行く子どもの数が一定しないといった不整合があり、『校本宮澤賢治全集』以降の全集本文はこれらを校訂せずにそのままとしている。『校本宮澤賢治全集』よりも前の全集では、学年については「三年生がないだけで」を生かす形で、これらの不整合を改変・修正していた。

## タイトル
賢治自身が書き残した創作メモや、発表の意思を伝えた上記の書簡でもタイトルは先駆作品と同じ「風野又三郎」であり、自ら「風の又三郎」と書いたものは現存しない（草稿では流用した先駆作品のタイトルがそのままになっている。また自筆の表紙が付されていたとされるがこれも現存しないため、この表紙の表記がどのようになっていたかは不明）。
しかし、作中の表現はほぼすべて「風の又三郎」に書き改められていることや「風野又三郎」とは明らかに内容が異なることから、最初の出版（1934年の最初の全集）以来「風の又三郎」が用いられて今日に至っている。なお、現在の全集の最新版である「【新】校本宮澤賢治全集」（筑摩書房、1996年）では「風〔の〕又三郎」と、タイトルに校訂部分を表す〔〕が入っている。

## 主な登場人物
風の又三郎
地元で伝説となっている風の神様の子。神というよりも悪霊に近い存在。作品中では、謎の転校生のあだ名であり、直接登場しないものの、子供たちの精神世界における主役である。
三郎
本名高田三郎。北海道から来た、という村に転校してきた謎の少年。赤毛の目立つ姿。尋常小学校の五年生だが、厚かましい友人に1本しかない鉛筆をやったり、口論の後、先に謝ったりするいさぎよさを持っている。人の気を引こうとする面があり、意地悪に対して仕返したり、口論で言い負かし、手加減を忘れて友達を溺れさせたりするような少年。鉱山技師の子と説明されるが、村の子達は彼を、風の又三郎ではないかと怪しむ。ほかの子供たちがほぼ方言だけで会話しているのに対して、三郎は標準語に近い言葉を話している。モリブデンの採掘の仕事で村に来たという白服を来た父親も少しだけ登場し、「父の会社から電報があり、モリブデンの採掘が中止になったため三郎達は村を発った」事が最後に先生の口から告げられる。母親は登場しないが健在であることがその際の語りから解る。
一郎
学校でただ一人の六年生。級長であり、皆から一目置かれている。嘉助の従兄弟。兄がいる。嘉助の、高田三郎が風の又三郎ではないかという説を信じない側であり、三郎に好奇心を示している。
嘉助
尋常小学校の五年生。最初から三郎のことを又三郎だと信じきり、「又三郎」と呼ぶ。ときおり又三郎が人間か否か、認識に戸惑いが生じている。
耕助
三郎をいじめて、仕返しを受けた挙句、口論して負けてしまう。
先生
尋常小学校の教師。村の学校の生徒を一人で受け持っている。

## 村の小学校について
物語の小学校は、草山のふもとの谷川の岸に建っている。教室はひとつで、一人の先生が複式学級を受け持って教えている。クラスは三郎を含め総勢39名である（以下、生徒の学年および人数はちくま文庫版『宮沢賢治全集 7』による。カタカナ書きの生徒は原文ママ）。
- 6年生：一郎
- 5年生：嘉助[4]・三郎[5]・ほか6名
- 4年生：佐太郎・喜蔵・甲助・きよ[6]・ほか2名
- 3年生：かよ[7]・ほか11名
- 2年生：承吉・ほか6名
- 1年生：小助・ほか3名
- 学年が判らない生徒：耕助、五郎、さの、悦治、コージ、リョウサク、ペ吉、喜作、吉郎、嘉一。　キッコは吉郎の、喜っこうは誰かのあだ名と考えられる[8]。

## あらすじ
- 9月1日(木曜)：山あいの小さな学校（分教場）に変わった姿の転校生高田三郎が現れた。みんなは伝説の風の精、風の又三郎だと思う。
- 9月2日(金曜)：彼は学校で少し変わった態度を見せ、みんなを緊張させる。
- 9月4日(日曜)：みんなで高原へ遊びに行く。嘉助が牧場の柵を開けてしまう。逃げた馬を追った嘉助は、深い霧の中で迷って昏倒し、幻想の中で三郎がガラスのマントを着て空を飛ぶ姿を見る。気づくと馬と三郎がすぐ近くにいた。
- 9月6日(火曜)：みんなと一緒にヤマブドウ採りに出かけた三郎はタバコ畑の葉をむしってみんなの非難を浴び（専売局に叱られるという理由）、また耕助と風について言い争いをするが、最後には仲直りをする。
- 9月7日(水曜)：みんなは川へ泳ぎに行き、大人の発破漁に遭遇したり、専売局から来たように見えた男から三郎を守ろうとする。
- 9月8日(木曜)：また川で遊ぶ（佐太郎が持参した山椒の粉で毒もみを試みるも失敗）が、夢中になって遊ぶうちに天候が急変して不穏な雰囲気となる中、雨宿りする木の下でだれかが、こちらへ泳いでくる三郎をはやしたて、皆がそれに加わる。皆に合流すると三郎は血相を変え、ふるえながら追及するが、全員とぼけて答えない。
- 9月12日(月曜)：一郎は三郎から聞いた風の歌の夢を見て飛び起きる。折からの台風に一郎と嘉助は三郎との別れを予感し、早めに登校する。すると案の定、先生から三郎が前日に転校して学校から去ったことを知らされる。

## 解説
高田三郎は村の子が持っている常識が通用しない転校生。村の子供達は三郎の異様な言動に戸惑いながらも野良遊びを通して親交を深めてゆく。嘉助達は、利発で力もある三郎少年に魅かれながらも、最後には村の子達だけで結束して三郎を疎外してしまう。それからふっつりと三郎との交流が途絶え、永久に遊ぶ機会を失ってしまう。嘉助は、三郎が去ったことを知らされた時、三郎の正体は、やはり伝説の風の精だったと結論づけて物語が終了する。
少年たちが野良遊びを楽しみながら墜落死や溺死を危うく回避する経験を通して、「魔」の本質を見抜き、本能的に団結して仲間から魔を追い出してしまうことで幼さを卒業する。しかしその代償として二度と風の精とは遊べなくなってしまうという、命を賭けた通過儀礼のプロセスが作品中に織り込まれている。三郎は単なる転校生だったという説、風の又三郎が化けていたという説のほか、よそ者である三郎に又三郎が憑依していたなどの説があるが、賢治は彼の正体を分からずじまいで終わらせている。
子供たちの遊びの描写を通して、現実世界と土着的信仰との間で揺れる子供特有の精神世界を鮮やかに描いている。作者の他の作品に比較して幻想的要素が希薄で著しく現実的である。先駆作「風野又三郎」からの変貌ぶりは作者最晩年の創作姿勢の変容を体現したものとして意義深い。

## その他
風の「又」三郎
岩手県や新潟県など複数の地方において、風の神を「風の三郎様」と呼んで祭礼を行う風習がある（風三郎神社も参照）。しかし、「風の又三郎」という名前で呼んでいるケースは報告されておらず、「風の三郎」を元に賢治が造語したものであると考えられている。
二百十日
嘉助の発言に出てくる二百十日とは立春から数えて210日目のこと。 9月1日は、東北では風が荒れて農作物被害を受けることが多いと言われ、風の神様をなだめる日としている地方が多い。嘉助が転校生を風の又三郎と言ったのは自然な成り行きであった。　
モリブデンという鉱石について
作品中に出てくるモリブデンは微弱ながら毒性を持つ金属で、当時日本の軍用ヘルメット（クロムモリブデン鋼）等の素材として需要があった。また、空中窒素固定の触媒として生物がモリブデンを利用している事もわかっていた。賢治は鉱物には博学であったので、このような知識を有していたと思われる。
さいかち淵
花巻市豊沢町の豊沢川に、当時から残っているサイカチの巨木があり、現実に存在する場所として現在公園に登録されている。ただし、作中に描かれたような淵は戦後の台風とその後の河川改修によって現在は消滅した（最初の映画版はその付近でも撮影を行っている）。跡地の近くの石神町と、豊沢川の道地橋の近くには、本作の前身である「さいかち淵」の一節を刻んだ「さいかち淵の碑」がそれぞれ建立されている。

## 派生作品

### 実写映画
- 1940年『風の又三郎』 - 監督：島耕二／出演：片山明彦・中田弘二・北竜二・風見章子・大泉滉・林寛・見明凡太郎ほか，日活映画．
- 1957年『風の又三郎』 - 監督：村山新治／出演：左卜全・加藤嘉・松山省次ほか，東映映画．
- 1989年『風の又三郎 ガラスのマント』 - 監督：伊藤俊也／出演：早勢美里・小林悠・草刈正雄・檀ふみ・樹木希林・内田朝雄・岸部一徳・すまけいほか，音楽：冨田勲／製作：朝日新聞社・東急エージェンシー・日本ヘラルド映画（製作協力：テレビ朝日）．配給収入3億円[10]

### テレビドラマ
- NHK少年ドラマシリーズ「風の又三郎」（1976年） -出演：宮廻夏穂、若山直樹、熊谷誠など。脚本:別役実。15分×全4回。

### OVA
- 1988年8月20日:宮澤賢治名作アニメシリーズ「風の又三郞」 - 監督：りんたろう、作画監督：兼森義則、美術:青木勝志，声の出演:田中真弓、神藤一弘ほか，ナレーター :C・W・ニコル、上映時間30分、コナミ（制作：マッドハウス）、媒体：VHS．

### 劇場アニメ
- 2016年『風の又三郎』[11] - 監督:山田裕城、作画監督：堀内博之、CGディレクター：中島智成／声の出演:山崎智史、堀江瞬、関根航、諸星すみれ、阿久津秀寿ほか，短編アニメ映画（上映時間30分）、武右ェ門

### 舞台・戯曲
※初演のみ記す。
- 『唐版 風の又三郎』（1974年） - 唐十郎による戯曲で、自ら主催する状況劇場で初演された。
- 『風の又三郎』（2018年3月） - CLIEの「極上文學」シリーズ第12弾として『よだかの星』とともに上演された[12]。演出：キムラ真（ナイスコンプレックス）、脚本：神楽澤小虎（MAG.net）[12]。
- 『賢治島探検記』（2002年） - 演劇集団キャラメルボックスの公演。宮沢賢治の作品をオムニバス形式で上演する。
- 『又三郎』（2020年） - 石川裕人による戯曲作品[13]。

### 楽曲
- イーハトーヴ交響曲（2012年）-　冨田勲作曲，初演．※　冨田勲は戦時中の学生時代､岡崎で日活版の映画「風の叉三郎」を観て感銘を受けたと語っている。
- 「又三郎」(2021年) - ヨルシカの曲。「現代社会の閉塞感を風の子に打ち壊してほしい」という思いが込められている。

### その他
- 『風の又三郎』〈角川書店あすかコミックスDX、1998年〉ISBN 9784048529419。 - 片山愁によるコミカライズ。
- 朗読紀行 にっぽんの名作『風の又三郎』（2003年1月24日、NHK-BShi） - 演出：黒沢清／出演：小泉今日子
- 『ミヤザワケンジ・グレーテストヒッツ』（集英社、2005年） - 高橋源一郎が賢治の童話作品をモチーフに執筆したアンソロジー。本作をタイトルとする作品が収録。

## 関連文献
評論等は過去に多数存在するが、単行本として本作をタイトルに含み、比較的入手が容易なものを挙げる。
- 天沢退二郎『謎解き・風の又三郎』丸善〈丸善ライブラリー 33〉、1991年12月。ISBN 4-621-05033-8。